# Finale della Coppa dei Campioni 1956-1957
La finale della Coppa dei Campioni 1956-1957 si disputò il 30 maggio 1957 allo Stadio Santiago Bernabéu di Madrid tra il Real Madrid e la Fiorentina. La partita, originariamente prevista per le 20:00, fu anticipata alle 17:30 su richiesta della Fiorentina, non abituata all'epoca a giocare con la luce artificiale. La partecipazione del pubblico fu straordinaria: 124.000 furono, in totale, gli spettatori. Gli spagnoli, che giocavano in casa, vinsero l'incontro per due reti a zero, grazie alle marcature di Di Stéfano e Gento, alzando quindi al cielo il loro secondo trofeo continentale.

## Le squadre
| Squadre     | Partecipazioni precedenti (il grassetto indica la vittoria) |
| ----------- | ----------------------------------------------------------- |
| Real Madrid | 1 (1956)                                                    |
| Fiorentina  | Nessuna                                                     |

## Il cammino verso la finale
Il Real Madrid giocò il primo turno contro gli austriaci del Rapid Vienna: non fu una sfida facile, le merengues vinsero l'andata in casa per 4-2, ma furono sconfitti al Prater per 3-1; non esistendo ancora il regolamento dei goal fatti in trasferta (che avrebbe per altro decretato il passaggio del turno degli austriaci), si giocò al Bernabéu un terzo incontro che gli spagnoli vinsero con il risultato di 2-0. Quindi ai quarti i blancos superarono facilmente il Nizza, mentre in semifinale eliminarono il Manchester United, vincendo 3-1 a Madrid e pareggiando 2-2 in Inghilterra.
La Fiorentina invece sconfisse al primo turno gli svedesi del Norrköping, 1-1 all'andata e 1-0 al ritorno; ai quarti incontrò gli svizzeri del Grasshoppers che superò agevolmente grazie a un netto 3-1 nel match d'andata. In semifinale fu il turno della Stella Rossa di Belgrado sconfitta per 1-0 in Serbia grazie a un gol nel finale di Prini, e pareggiando per 0-0 a Firenze.

## Le due squadre

### Real Madrid
Il Real Madrid del 1956-57 non è cambiato molto da quello che alzò la coppa l'anno prima: capitano è sempre Miguel Muñoz, centrocampista difensivo ormai a fine carriera (è la sua nona stagione con le merengues), mentre la porta è affidata ancora ad Adelarpe. In attacco Rial, Gento e di Stéfano sono accompagnati da Raymond Kopa, acquistato in estate dallo Stade de Reims alla discreta cifra di 520.000 franchi. Nessun cambio nemmeno in panchina, squadra affidata sempre a José Villalonga Llorente, che avrebbe abbandonato il Real per passare all'altra squadra di Madrid l'anno seguente.

### Fiorentina
La Fiorentina era affidata a mister Fulvio Bernardini che schierava solitamente in campo la squadra con il classico MM di ispirazione ungherese. Il portiere era un giovane Giuliano Sarti che poi difenderà i pali della grande Inter di Herrera negli anni '60; mentre la linea difensiva era composta dal capitano Cervato, Orzan e Magnini. I due mediani erano Segato e il giovane Saramucci che sostituiva il titolare Chiappella infortunatosi quattro giorni prima nella partita di qualificazione ai mondiali, giocando una delle sue solo 18 partite con i viola in quattro stagioni. Il centrocampo era composto da quattro giocatori, con un'inattesa variazione rispetto al solito modulo di Bernardini: il brasiliano Julinho, l'italoargentino Miguel Montuori, che totalizzerà anche 12 presenze e due gol con la maglia della nazionale italiana, e gli italiani Gratton e Bizzarri; unica punta era Giuseppe Virgili, giocatore dallo score certamente non altissimo per un attaccante: 10 gol in 22 presenze in quella stagione.

## La partita
Il primo tempo si presenta equilibrato: la Fiorentina dimostra di riuscire a tener testa al più forte Real Madrid, si va al riposo sullo 0-0 e anche il secondo tempo inizia sulla falsariga del primo, cioè con un grande equilibrio tra le forze in campo. Al 69' però, Mateos si invola nel centrocampo viola, spaccando letteralmente in due la difesa avversaria e avviandosi uno contro uno verso Sarti, Magnini lo insegue e lo sgambetta fuori dall'area, ma l'arbitro non ha dubbi e fischia un calcio di rigore; inutili le proteste viola, Di Stefano va sul dischetto e segna il gol dell'1-0.
I viola si lanciano disperatamente in avanti alla ricerca del pari, ma il Real può difendersi e ripartire in contropiede, cosa che fa al 76' con Gento, il quale arriva indisturbato davanti a Sarti e lo batte per il gol del 2-0 che chiude l'incontro: le merengues hanno vinto la loro seconda Coppa dei Campioni.

## Tabellino
| Arbitro: | Leo Horn |

|                                 |           |  |
| Di Stéfano 69’ (rig.) Gento 76’ | Marcatori |  |

| Real Madrid | Fiorentina |

| Real Madrid              |    |                      |  |
|                          |    |                      |  |
| P                        | 1  | Juan Alonso Adelarpe |  |
| D                        | 2  | Manuel Torres        |  |
| D                        | 3  | Marquitos            |  |
| D                        | 4  | Rafael Lesmes        |  |
| C                        | 5  | Miguel Muñoz         |  |
| C                        | 6  | José María Zárraga   |  |
| A                        | 7  | Raymond Kopa         |  |
| C                        | 8  | Enrique Mateos       |  |
| A                        | 9  | Alfredo Di Stéfano   |  |
| C                        | 10 | Héctor Rial          |  |
| A                        | 11 | Francisco Gento      |  |
| Allenatore:              |    |                      |  |
| José Villalonga Llorente |    |                      |  |

| Fiorentina        |    |                  |
|                   |    |                  |
| P                 | 1  | Giuliano Sarti   |
| D                 | 2  | Ardico Magnini   |
| D                 | 3  | Alberto Orzan    |
| D                 | 4  | Sergio Cervato   |
| C                 | 5  | Aldo Scaramucci  |
| C                 | 6  | Armando Segato   |
| A                 | 7  | Julinho          |
| C                 | 8  | Guido Gratton    |
| A                 | 9  | Giuseppe Virgili |
| C                 | 10 | Miguel Montuori  |
| A                 | 11 | Claudio Bizzarri |
| Allenatore:       |    |                  |
| Fulvio Bernardini |    |                  |